# مجموعة النصوص الإلكترونية للأدب السومري

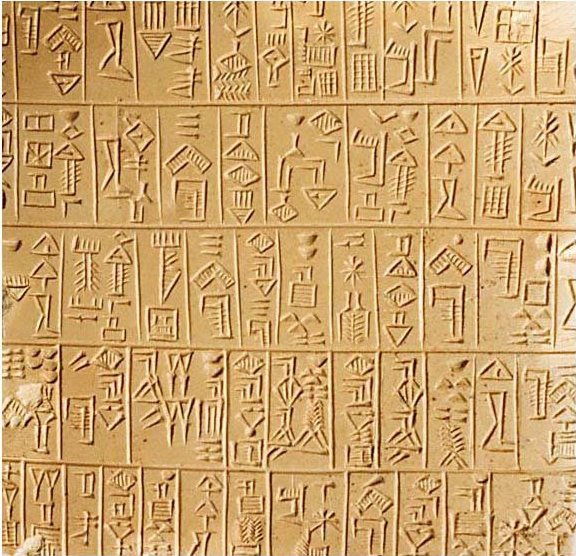
المسمارية السومرية، كاليفورنيا. القرن السادس والعشرون قبل الميلاد

كان نصوص الأدب السومري الإلكتروني (ETCSL) مشروعًا يوفر مكتبة رقمية على الإنترنت لنصوص وترجمات الأدب السومري.
يحتوي موقع هذا المشروع على "نص سومري وترجمة نثر إنجليزية ومعلومات ببليوغرافية" لما يزيد عن 400 عمل أدبي مؤلف باللغة السومرية في بلاد ما بين النهرين القديمة (العراق الحديث) خلال أواخر الألفية الثالثة وأوائل الألفية الثانية قبل الميلاد. إنه قابل للتصفح والبحث ويتضمن الترجمات الصوتية والنصوص المركبة وببليوغرافيا الأدب السومري ودليل لاتفاقيات التهجئة للأسماء الصحيحة والأشكال الأدبية. كان الغرض من المشروع هو جعل الأدب السومري في متناول أولئك الذين يرغبون في قراءته أو دراسته، وجعله معروفًا للجمهور على نطاق أوسع.
أسس المشروع جيريمي بلاك في عام 1997 ومقره في المعهد الشرقي بجامعة أكسفورد في بريطانيا. مول من قبل الجامعة جنبًا إلى جنب مع Leverhulme Trust ومجلس أبحاث الفنون والعلوم الإنسانية. شاركت هيئات أخرى مختلفة في المشروع بما في ذلك كلية أول سولز، أكسفورد، الأكاديمية البريطانية، صندوق البحث العلمي المجري (OTKA) والأكاديمية المجرية للعلوم. ومن بين المساهمين في المشروع غراهام كننغهام وإليانور روبسون وجابور زوليومي وميغيل سيفيل وبندت ألستر ويواكيم كريشر وبيوتر ميشالوفسكي. عادةً ما تتبع مكتبات أخرى من جامعة شيكاغو وجامعة بنسلفانيا ETCSL فيما يتعلق بالاختصارات. انتهى تمويل المشروع وأغلق في عام 2006، لكن الموقع الإلكتروني لا يزال متاحًا.

## المنشورات
- JA Black ، وآخرون، أدب سومر القديمة، مطبعة جامعة أكسفورد، 2004.(ردمك 978-0-19-926311-0) .
- جي إيبيلينج وج. كننغهام (محرران)، تحليل السومرية الأدبية: المقاربات المستندة إلى Corpus، لندن: Equinox ، 2007.(ردمك 978-18-4553229-1)رقم ISBN 978-18-4553229-1.

## روابط خارجية
- موقع ETCSL
- معلومات عامة عن ETCSL